# ジョージ・ニコラス
ジョージ・ニコラス（George Nicholas、1910年12月14日 - 1996年11月23日）はアメリカのアニメーターで、ディズニーやハンナ・バーベラでの仕事で知られていました。

## 人物
ニコラスは 1910 年 12 月 14 日にオハイオ州バーミリオンで生まれ、10 歳のときに両親とともにロサンゼルスに移りました。
プロのアニメーターとしての彼の最初の仕事は、1932 年にウォルター・ランツで働いていました。2016 年、アニメーション研究協会の創設者ハーベイ デネロフは、ニコラスのディズニーでの初期の仕事は『グーフィー』と『プルート』の短編映画であったと述べました。 彼のその後のディズニー作品には、『わんわん物語』、『シンデレラ』、『101匹わんちゃん』などがありました。
ハンナ・バーベラでは、『原始家族フリントストーン』TV シリーズ、長編映画『フリントストーンと呼ばれた男』、『宇宙家族ジェットソン』TV シリーズに携わりました。
彼はチャック・ジョーンズと協力して、『リッキ・ティキ・タヴィ』や『ホワイト・シール』など、ラドヤード・キプリングの『ジャングル・ブック』の物語の漫画化に取り組みました。 彼はまた、監督兼アニメーター仲間のリチャード・ウィリアムズの『クリスマス・キャロル』にも取り組み、この作品は 1972 年にアカデミー賞最優秀短編アニメーション賞を受賞しました。また、ジョニー・ハートの漫画『B.C.』を基にしたテレビアニメ特別番組『B.C.: 最初の感謝祭』にも取り組みました。 そしてハートの『イドの魔術師』をベースにした別のテレビスペシャル。
彼は1996年11月23日にペンシルベニア州エディンボロで85歳で死去した。
ニコラスが亡くなったとき、彼は自身のアニメーション作品だけでなく、ウォード・キンボール、ジョン・ラウンズベリー、ミルト・カールなどの著名なアニメーターの膨大なコレクションを残して、それをエディンボロ大学に遺贈した。 彼の娘ドナ・ニコラスは、エリー美術館と協力して、「ミッキーからグリンチまで：アニメーション映画の芸術」と題された、これらの最高の作品を集めた巡回展覧会を企画しました。 これらの作品はその後、彼を追悼する記念奨学金の資金として競売にかけられました。